# Eduard Janota
Pour les articles homonymes, voir Pilip.
Eduard Janota, né le 13 mars 1952 à Opava et mort le 20 mai 2011 à Radovesice, est un économiste et homme politique tchèque.